# Maria Teresa Viegas Pimenta
Maria Teresa Viegas Pimenta (n. em Lisboa 24 de fevereiro de 1937; m. 29 de novembro de 2014 em Lisboa)  foi uma pedagoga e investigadora de história contemporânea.
Foi uma das mecenas que, em 2001, aderiu a um apelo lançado pelo Museu de Alberto Sampaio em Guimarães.

## Biografia
Educadora por vocação assumida, exercida com gosto, empenho e sucesso, dedicou-se também à investigação em temas de Educação e de História contemporânea, nomeadamente sobre Alfredo Pimenta, cuja obra conhecia em profundidade, e acerca da correspondência dirigida a este Historiador. Publicou diversos estudos no Boletim de Trabalhos Históricos (Arquivo Municipal Alfredo Pimenta, Guimarães), em Faces de Eva – Estudos sobre a Mulher (dir. Prof Doutora Zília Osório de Castro, FCSH, Universidade Nova de Lisboa), Gil Vicente – Revista de Cultura e Actualidades (Guimarães), Revista Brotéria, Diário de Notícias, Notícias de Guimarães, Jornal de Abrantes, PAIDEIA/EDUCAÇÃO - Boletim da Associação de Professores Católicos, Cadernos de Educação de Infância, Revista A Escola Democrática (DGES, ME) , Dicionário Cronológico de Autores Portugueses, (org.  Instituto da Biblioteca Nacional e do Livro). Realizou conferências  na Casa Veva de Lima,  no Liceu D. Pedro V, etc. 
Em 2016 foi dado à estampa "Braçada de Memórias em torno da Maria Teresa", AA.VV. ed. de autor . 
Comunicadora nata, espírito elegante, sempre interessado e interessante, carácter íntegro. Imprimiu a toda a sua vida um toque afectivo expresso através da hospitalidade, dedicação ao mundo familiar, profissional e das amizades,com disponibilidade, generosidade, capacidade de admirar, atrair e dar. A integridade de carácter e seriedade profissional assim como o cultivo da amizade e o amor pela cultura foram seu timbre.
Dotada de grande humanidade e sentido de pedagogia, sabia valorizar as qualidades dos outros, incentivando o seu desempenho. A sua inteligente bondade foi apoio de quantos com ela privaram

## Obras e textos
Escreveu numerosos artigos sobre Educação e o ensino da História, entre os quais: 
"Documento de Reflexão Crítica"  (na passagem do 9º para do 10º escalão da carreira docente)
- “Ser ou não Ser Minoria Exemplar”, [6] (a propósito da evolução que se tem vindo a verificar na Escola Secundária da Amadora, Diário de Notícias de 10 de Agosto de 1981;
- “Programa de História (11º ano) e Provas Finais de Avaliação”, Diário de Notícias, 10 de Novembro de 1981;

1983;
- “O Homem e a Sociedade" – A necessidade de ser Eu”, [7];

- “A Nova Vaga”, [8];

- “Pedagogia de Sebastião da Gama – O Diário visto à luz da Psico-Pedagogia” (Recensão), [9];

- “Sucesso na Escola – Sucesso na Vida”[10];

- “O Educador, Hoje”[11][12];

- “Reflexões sobre os tempos livres e o seu significado hoje” [13] 1991

- “Tempos livres: tempos de revelação” [14]

- “Reflexões sobre a pedagogia de Sebastião da Gama" [15]

- D. Pedro V – notas biográficas, nas comemorações do 15º aniversário do Liceu D. Pedro V, publicado no Boletim do Liceu [16].

- Henrique Barrilaro Ruas – Perante a sua morte[17]

- "Na Escola Pública" por Emília Cardoso; com colaboração de Maria Teresa Pimenta. - [18]

Publicou também diversos estudos e ensaios sobre a obra do seu avô Alfredo Augusto Lopes Pimenta, um reconhecido historiador escritor e  monárquico, nomeadamente acerca do seu espólio epistolar, que em 15 de Novembro de 2005 doou ao Arquivo Municipal Alfredo Pimenta em Guimarães
- “Alfredo Pimenta e o seu contributo para a História – Achegas para a sua Bibliografia[20]”.

- “Alfredo Pimenta e o Integralismo Lusitano” [21].

- “Cartas inéditas de Mircea Eliade a Alfredo Pimenta, (1941-1949)” Cartas inéditas de Mircea Eliade a Alfredo Pimenta, Brotéria, Vol. X[22].

- “Alfredo Augusto Lopes Pimenta” [23].

- “Evocação de Alfredo Pimenta no cinquentenário da sua morte” [24].

- Cronologia da Vida e da Obra de Alfredo Pimenta (1882-1950)[25][26].

- “Cartas de Veva de Lima a Alfredo Pimenta (1916 a 1935)[27][28].

- “Cartas inéditas de Alfredo Guimarães a Alfredo Pimenta durante os anos 30 e 40 do século XX”[29].

- “Alfredo Pimenta e a Casa da Madre de Deus”, Secundino Cunha, Casas de Escritores do Minho, Opera Omnia, 2007, pp. 120-1.
- “Leitura das Cartas Inéditas de Eduardo de Almeida a Alfredo Pimenta”, Guimarães, Arquivo Municipal Alfredo Pimenta, Boletim de Trabalhos Históricos, serie II, vol. IX, 2009, pp 11-100.
- "Critérios em Confronto"[30][31].

- «Páginas minhotas», por Alfredo Pimenta; com notas de Maria Teresa Pimenta e de Maria da Madre de Deus Pimenta Reynolds de Sousa, Guimarães : Ópera Omnia, D.L. 2007[32]

E ainda:
- “As Mulheres Portuguesas na Guerra 1914-18”, As Mulheres , A Identidade Cultural e a Defesa Nacional, Cadernos Condição Feminina nº 29,pp. 81-86, Lisboa, Ed. Comissão da Condição Feminina, 1989.

## Traduções
Traduções feitas por Teresa Pimenta:
- Herrero, Jesús - O Pensamento Sócio-Político de Ortega y Gasset,

Edições Brotéria, Lisboa, 1980
- Pedagogia de Sebastião da Gama, O Diário Visto “à Luz da Psico-Pedagogia”, ed. O Livro, 1982.

- Horward, Donald - “Um episódio da Guerra Peninsular – A História do Côa (24 de Julho de 1810)”, Boletim do Arquivo Histórico Militar, 5º vol., Lisboa,1980.

## Dados genealógicos
Filha de Filha de Alfredo Manuel de Carvalho Pimenta, advogado, e Maria Clarisse Viegas Pimenta.